# Derde Pingnanbrug
De Derde Pingnanbrug (Vereenvoudigd Chinees: 平南三桥, Pinyin: píngnán sānqiáo) is een in 2020 geopende stalen boogbrug met het wegdek als trekband over de Xi Jiang. De brug is onderdeel van een ringweg rond het arrondissement Pingnan in de stadsprefectuur Guigang in de autonome regio Guangxi van de Volksrepubliek China.
De brug is qua overspanning de langste boogbrug ter wereld. De brug, die in totaal 1035 m lang is, heeft vier rijstroken met aan weerszijden vluchtstroken en trottoirs. Ze bestaat uit een 170 m lange vooroeverbrug op de zuidoever, een boogbrug met een overspanning van 575 m en een 280 m lange vooroeverbrug op de noordoever.
De brug werd gebouwd in de periode van augustus 2018 tot december 2020 en werd plechtig ingehuldigd op dinsdag 28 december 2020. Het is een met beton gevulde stalen buisboogbrug. De brugboog wordt in eerste instantie opgebouwd uit de lege stalen buizen, die pas na voltooiing met beton worden gevuld.